# Pere Rossell
Pere Rossell, également connu comme Petrus Roselli (actif de 1446 à 1489) est un cartographe majorquin, celui dont on a conservé le plus de cartes. Il suit les conventions cartographiques et décoratives de l'école majorquine (orientée vers la description géographique, avec de nombreuses illustrations et détails sur l'intérieur des terres).

## Cartes
Signées
- Carte de 1447, Bibliothèque Guarnacci, Volterra (Méditerranée et Atlantique)
- Carte de 1449, Badisches Landesmuseum, Karlsruhe (Méditerranée)
- Carte de 1456, Bibliothèque Newberry, Chicago
- Carte de 1462, Bibliothèque nationale de France (Rés. Ge. C5090), Paris (Méditerranée et Atlantique)
- Carte de 1464, Germanisches Nationalmuseum, Nuremberg (Méditerranée et Atlantique)
- Carte de 1465, British Museum (Eg. 2712), Londres (Méditerranée et Atlantique)
- Carte de 1466, Bibliothèque Corsini, Florence (Méditerranée et Atlantique)
- Carte de 1468, The Hispanic Society of America, New York (Méditerranée et Atlantique)

Attribuées
- Mappemonde circulaire, non datée, vers 1450-1460, Bibliothèque Estense (C.G.A. 1), Modène (mappemonde complète : Europe, Afrique et Asie)
- Carte, non datée, vers 1466, Bibliothèque nationale de France (Rés. Ge. C5096) (Méditerranée occidentale et Atlantique)
- Carte, non datée, vers 1483, Bibliothèque nationale de France (Rés. Ge. C15118) (Méditerranée)
- Carte de 1487, Archives d'État de Florence (Méditerranée et Atlantique)
- Carte, non datée, Bibliothèque Estense (C.G.A. 5b) (Méditerranée et Atlantique)
- Carte, non datée, Bibliothèque Beinecke de livres rares et manuscrits de l'Université Yale, New Haven (Méditerranée et Atlantique)